# 하가 히로노부
하가 히로노부(일본어: 芳賀 博信, 1982년 12월 21일 ~ )는 일본의 전 축구 선수이다.

## 구단 경력
과거 제프 유나이티드 지바, 콘사돌레 삿포로에서 활동하였다.